# Bundesverband Theater in Schulen

Logo des Bundesverbands Theater in Schulen

Der Bundesverband Theater in Schulen (BV.TS), früher Bundesverband für das Darstellende Spiel e. V. (BV.DS), ist ein Fachverband für ästhetische Bildung in der Schule und das Unterrichtsfach Darstellendes Spiel. Er ist die Dachorganisation der Landesverbände, Institutionen und Multiplikatoren, die in den Bundesländern tätig sind und setzt sich dafür ein, dass Schüler in allen Schulstufen und -formen die Möglichkeit erhalten, an schulischen Theaterangeboten teilzunehmen. Neben dem Schultheater der Länder veranstaltet der BV.TS die »Zentrale Arbeitstagung« zu aktuellen Themen. Sitz ist Hamburg.